# Lexa
Léa Cristina Lexa Araújo, sinh ngày 22 tháng 2 năm 1995, thường được biết đến với nghệ danh Lexa, là một nữ diễn viên, ca sĩ và nhạc sĩ người Brasil, Lexa đã lớn lên ở Rio de Janeiro.

## Tiểu sử
Lea Cristina Araujo da Fonseca, được biết đến chuyên nghiệp như Lexa, được sinh ra tại thành phố Rio de Janeiro, vào ngày 22 tháng 2 năm 1995. Là con gái của nhà sản xuất âm nhạc Darlin Ferrattry, ông đã cho Lexa nickname khi ông đã được ba, là bởi vì Darlin fan hâm mộ của người trình bày Xuxa và đặt dấu X ở giữa của tên khai sinh của con gái mình. Vì vậy, Leah quay Lexa, người, khuyến khích của các nhạc sĩ trong gia đình, sáng tác bài hát đầu tiên của mình ở tuổi chín. Lexa đã rất gần với cha và mối quan hệ con đẻ của mình như được nuôi dưỡng bởi cha mình, nhạc sĩ Cocoa Jr. Như một đứa trẻ, ông bắt đầu hát những bài học, piano và guitar. Trình bày đầu tiên của Lexa trong một cảnh đã xảy ra khi ông được 16 năm sau, với sự hỗ trợ của gia đình, bị bỏ rơi các nghiên cứu của mình để dấn thân chuyên nghiệp âm nhạc nên anh đã có cơ hội. Trong tình yêu với toán học, các ca sĩ đã đến làm việc trong khu vực hành chính của một tòa nhà và vẫn có hai khóa học trong các thuộc về như môi Liên bang Rio de Janeiro. Trong một cuộc phỏng vấn, Lexa tiết lộ: "Ca hát của tôi lớn nhất luôn luôn là mong muốn của tôi đã nghiên cứu bởi vì tôi nghĩ rằng điều quan trọng là phải có một cơ sở, để có một nơi để trở về, bởi vì nó không làm việc, bạn phải có một kế hoạch B. Tôi đã đi qua, tôi tự hào về nó.. vì đó là điều mà tôi thực sự muốn, nhưng tôi thực sự muốn hát. "Lexa cũng làm việc trong một tiệm bánh trước khi đầu tư trong sự nghiệp âm nhạc và sống tại thủ đô Brasilia, Belém và São Paulo.

## Danh sách đĩa nhạc
- Posso Ser (2015)
- Disponível (2015)[2]

## Lưu diễn
- Disponível Tour (2015)